# Gasteracantha rhomboidea
Espèce
Synonymes
- Plectana mauricia Walckenaer, 1841
- Gasteracantha madagascariensis Vinson, 1863
- Gasteracantha peccans O. Pickard-Cambridge, 1879
- Gasteracantha sepulchralis Simon, 1881
- Gasteracantha nigripes Simon, 1881
- Gasteracantha comorensis Strand, 1916

Gasteracantha rhomboidea est une espèce d'araignées aranéomorphes de la famille des Araneidae.

## Distribution
Cette espèce se rencontre à Maurice, à Madagascar et aux Comores.

## Description

### Gasteracantha rhomboidea comorensisde Mayotte

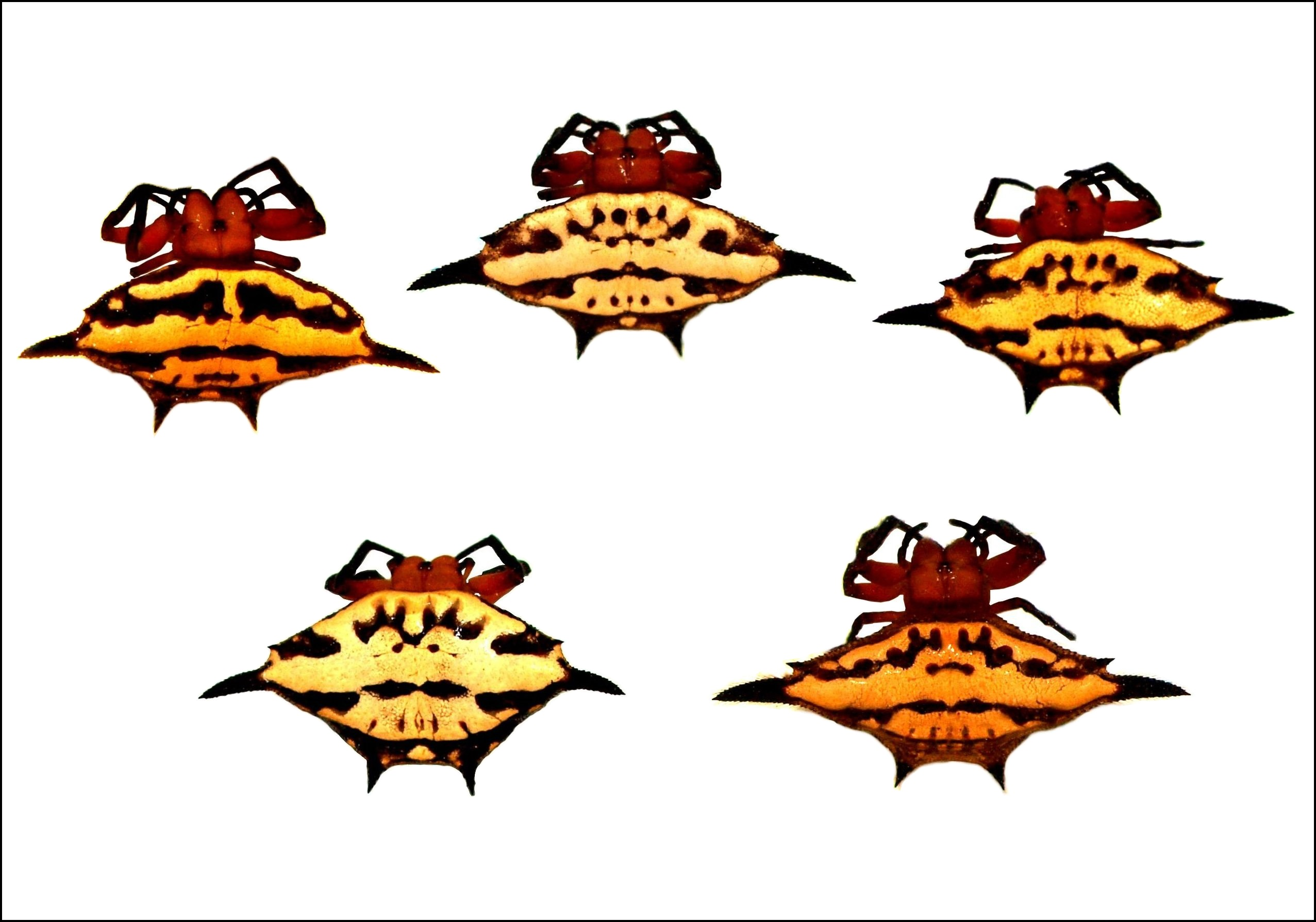
Fig.5 - Diversité de l'ornementation de Gasteracantha rhomboidea comorensis en vue dorsale. Exemplaires de collection. N'Gouja, Mayotte.

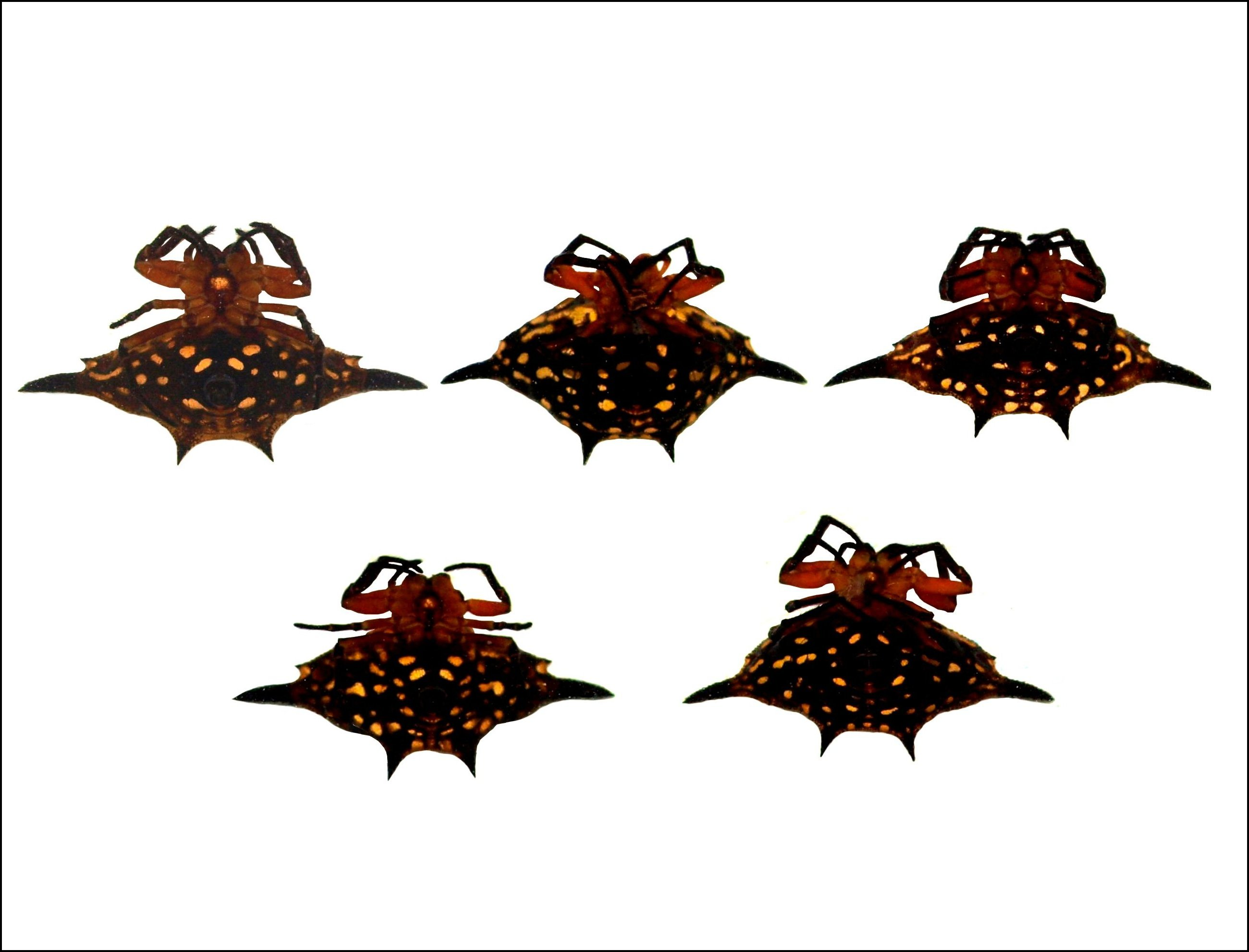
Fig.6 - Diversité de l'ornementation de Gasteracantha rhomboidea comorensis en vue ventrale. Exemplaires de collection. N'Gouja, Mayotte.

Gasteracantha rhomboidea comorensis est connue à Mayotte sous le nom d'« araignée cerf-volant ».
Elle est trapue et piquante. Elle mesure en moyenne une longueur de 10 mm pour une largeur de 15 mm d'une grande épine à l'autre.
Le prosome est quadrangulaire, très élevé dans sa partie céphalique comme chez les autres Gastéracanthes, de couleur orangée et pourvu de pattes courtes, arquées, noires, avec des fémurs également orangés (Fig.5 et 6).
L'abdomen est très aplati dorso-ventralement, étalé en un large bouclier antérieur vernissé, le scutum ou tergum, pourvu en arrière d'un repli transversal qui délimite un faux "post-abdomen" (Fig.5) et se prolongeant sur ses bords latéraux par trois paires d'épines caractéristiques : les antérieures de taille variable mais toujours réduite, les moyennes très longues et effilées, les postérieures courtes et coniques (Fig.5 et 6).
Le scutum de la face dorsale est d'un beau blanc d'ivoire sur le vivant, devenant jaune sur les exemplaires conservés en alcool (Fig.5) et orné de taches noires réparties en trois rangées transversales : l'une postérieure, discrète, formée par 5 macules punctiformes ; les deux autres, médiane et antérieure, constituées par des taches plus grandes, irrégulières, réunies en bandes très variables, même au sein d'une population donnée (Fig.5).
La face ventrale est noire, avec un semis de taches jaune citron, elles aussi d'une grande variabilité (Fig.6). On y note un tubercule génital conique auquel le mâle, non observé, doit se cramponner lors de l'accouplement comme chez d'autres espèces (Emerit,1974) et des filières entourées par un anneau chitineux.
Gasteracantha rhomboidea comorensis ne doit pas être confondue avec Gasteracantha rhomboidea madagascariensis Vinson, de la Grande île ou Gasteracantha rhomboidea rhomboidea de Maurice et Rodrigues, bien distinctes par leur endémisme géographique, la couleur du prosome, des pattes et le décor de leur opisthosoma. Il semblerait même qu'à Mayotte, la livrée abdominale ne se superpose pas au schéma de base qu'a établi Emerit d'après ses exemplaires des autres Comores. Selon Lopez, il pourrait bien s'agir d'une race locale remarquable par son instabilité et d'extrêmes variations dans les taches du scutum et de la face ventrale (Fig.5 et 6).

## Systématique et taxinomie
Cette espèce a été décrite par Félix Édouard Guérin-Méneville en 1838.

## Liste des sous-espèces
Selon World Spider Catalog (version 20.5, 30/12/2019) :
- Gasteracantha rhomboidea comorensis Strand, 1916 de l'archipel des Comores
- Gasteracantha rhomboidea madagascariensis Vinson, 1863 de Madagascar
- Gasteracantha rhomboidea rhomboidea Guérin, 1838 de Maurice

## Publications originales
- Guérin-Méneville, 1838 : Histoire naturelle des Crustacés, Arachnides et Insectes recueillis dans le Voyage autour du Monde de la Corvette de Sa Majesté, La Coquille, exécuté pendant les années 1822-1825 sous le commandement du Capitaine Duperry. Paris, vol. 2, (1: Zoologie), p. 51-56.
- Vinson, 1863 : Aranéides des îles de la Réunion, Maurice et Madagascar. Paris, p. 1-337 (texte intégral).
- Strand, 1916 : Arachnologica varia, I-IX. Archiv für Naturgeschichte, Abteilung A, vol. 81, no 11, p. 112-123.